# 小人國主題樂園
小人國主題樂園（英語：Window on World Theme Park），是一座位於台灣桃園市龍潭區的主題樂園。除了一般的遊樂設施，特色是以1／25的建築比例模型為主題，手工打造上百座來自臺灣、中國、亞洲、歐洲、美洲的知名景觀建築。

## 簡介

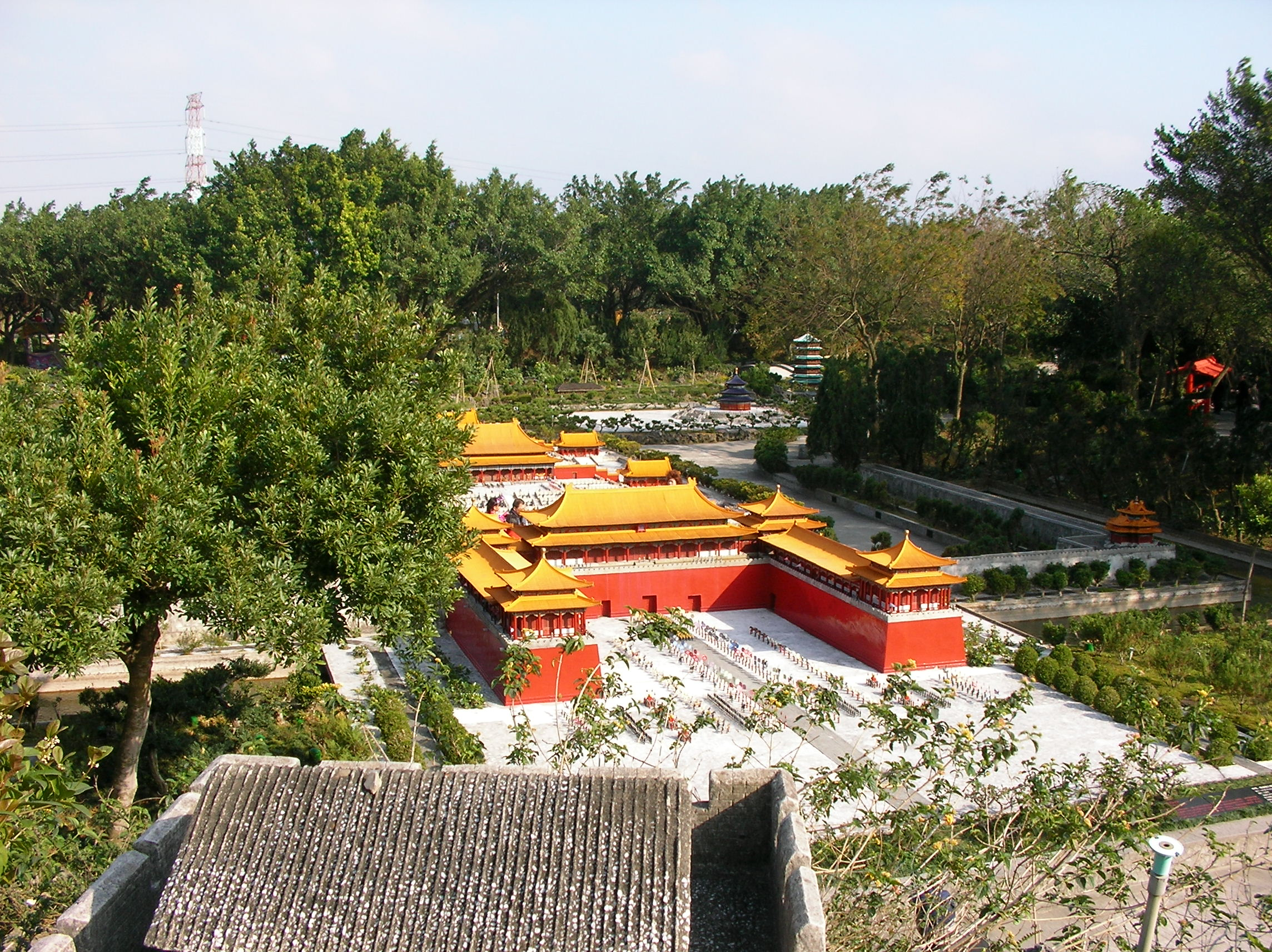
園內的迷你紫禁城落成

### 迷你世界
- 獨角仙生態區
- 迷你亞洲
- 迷你歐洲
- 迷你美洲
- 迷你中國
- 迷你台灣
- 遊園小火車

### 歐洲室內樂園
- 狂飆幽浮
- 室內雲霄飛車
- 碰碰車
- 兒童碰碰車
- 音樂馬車
- 動感樂園
- 小小歐洲

### 轟浪水樂園
- 大雷雨
- 親水堡
- 瘋狂實驗室
- 尼羅攤
- 轟浪
- 埃及商品館
- 尼羅河DIY神殿

### 美洲探險樂園
- 擎天輪
- 採礦列車
- 大力士
- 吉普車
- 歡樂嘟嘟車
- 搖滾船
- 飛飛機
- 跳星星
- 摩天草莓
- 瘋狂急流
- 金剛大歷險

## 歷史
- 1984年7月7日：開園日

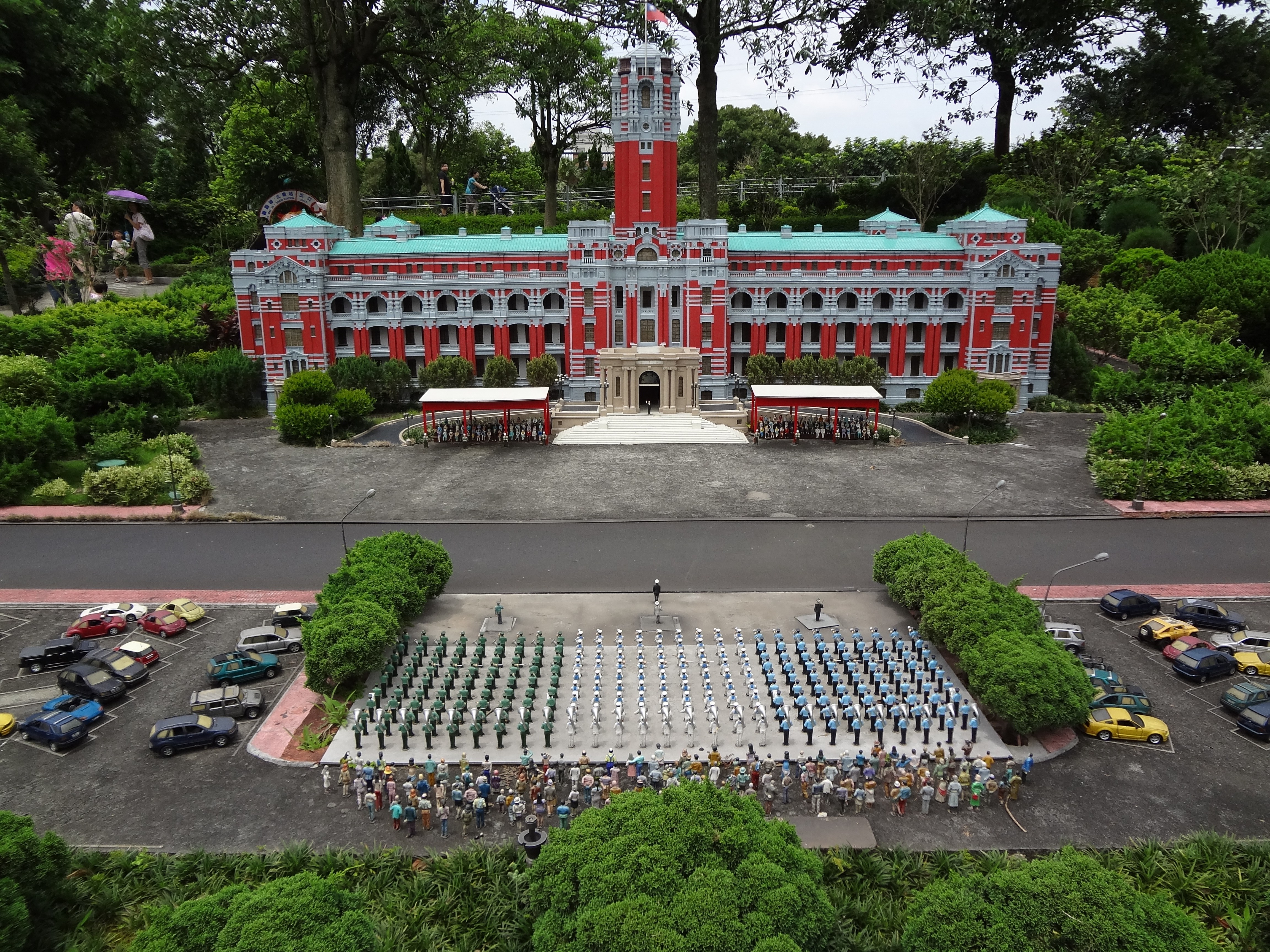
園內的中華民國總統府模型

- 1989年7月7日：全球第一家夜間營業之樂園
- 1992年10月10日：「總統府」模型景觀落成
- 1993年9月26日：第二期迷你世界與主題式歷險樂園開幕
- 1994年7月：「阿里山」模型景觀落成
- 1997年2月：「印地安」歷險區登場
- 1998年8月22日：「尼羅河」歷險區登場
- 2005年7月：「迷霧歐洲」區落成
- 2006年4月：中國大陸迷你熊貓區落成
- 2007年1月：韓國迷你佛國寺落成
- 2008年7月：轟浪水樂園開幕，瘋狂實驗室落成
- 2009年1月22日：哆啦A夢樂園區落成
- 2009年6月：阿里山觀景步道落成
- 2010年2日：哆啦A夢擎（摩）天輪正式啟動
- 2011年6月26日：OPEN魔法樂園於2011年6月26日正式開始。

## 外部連結
- 台灣小人國主題遊樂園 （页面存档备份，存于）（中文）
- 台灣小人國主題遊樂園 （页面存档备份，存于）（英文）
- 小人國主題樂園的Facebook專頁
- 小人國主題樂園的Instagram帳戶
- YouTube上的小人國主題樂園頻道
- (龍潭區, 桃園)小人國主題樂園 - Tripadvisor （页面存档备份，存于）
- 小人國 - 桃園觀光導覽網 （页面存档备份，存于）